# Sørfløya
Sørfløya är ett berg i Antarktis. Det ligger i Östantarktis. Norge gör anspråk på området. Toppen på Sørfløya är 2 520 meter över havet, eller 244 meter över den omgivande terrängen. Bredden vid basen är 9,0 km.
Terrängen runt Sørfløya är platt västerut, men österut är den kuperad. Trakten är obefolkad. Det finns inga samhällen i närheten.